# Vladimir Čermak
Vladimir (Vlado) Čermak (vzd. Coach), slovenski plavalni trener, * 29. julij 1949 Domžale.
Že od leta 1964 je član Plavalnega kluba Ljubljana. Na začetku trenerske poti je skrbel za razvoj klubskih plavalcev, kasneje pa je v vlogi selektorja in člana strokovnega sveta Plavalne zveze Slovenija več kot 30 let  skrbel za razvoj slovenskega plavanja. Za trenersko delo in delo na področju vrhunskega športa je prejel številna priznanja, med drugim: priznanje Fakultete za šport na področju znanost praksa, izredno priznanje Plavalne zveze Slovenije za dolgoletno delo in prispevek k razvoju plavalnega športa, Rožančevo nagrado, Bloudkovo plaketo in nazadnje še Bloudkovo nagrado za življenjsko delo v športu.